# Matteo Lodo
Matteo Lodo (ur. 25 października 1994) – włoski wioślarz, brązowy medalista olimpijski z Rio de Janeiro.
Zawody w 2016 były jego pierwszymi igrzyskami olimpijskimi. W Brazylii zajął 3. miejsce w czwórce bez sternika, osadę tworzyli także Giuseppe Vicino, Matteo Castaldo i Domenico Montrone. W tej samej konkurencji był mistrzem świata w 2015.